# Fontaine du Vater Rhein
La fontaine du Vater Rhein (en all. Vater-Rhein-Brunnen), ou fontaine du Père Rhin se situe de nos jours à Munich. Elle fut créée par Adolf von Hildebrand, un des plus grands maîtres sculpteurs de l'Empire allemand, pour la ville de Strasbourg. Financée par le notaire strasbourgeois Sigismund Reinhard, elle est inaugurée le 6 juin 1902 devant le théâtre municipal (Stadttheater), mais le déhanchement et le rire de la statue en bronze représentant le dieu Rhénus (Rhin) ne fut pas du goût des Strasbourgeois. Elle fut sujette à beaucoup de moqueries et fut le thème d'amusantes cartes postales.
L'ensemble de la fontaine est démontée en 1919 et la statue de bronze est remise en 1929 à la ville de Munich en échange du Meiselocker qui se trouve sur la place Saint-Étienne de Strasbourg ; l'échange fut en partie négocié par Fritz Beblo, maître d'œuvre de Strasbourg de 1903 à 1919. La fontaine du Vater Rhein est inaugurée en 1932. Une inscription retrace le transfert de cette œuvre.

## Illustrations

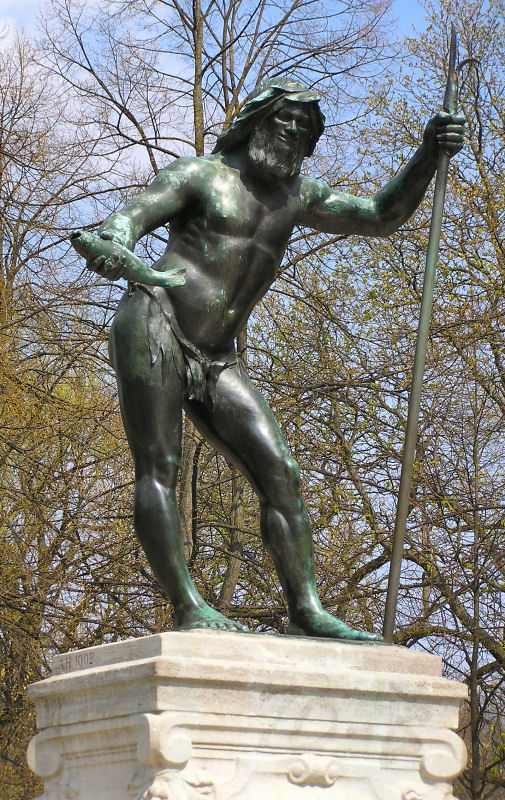
La statue du Père Rhin
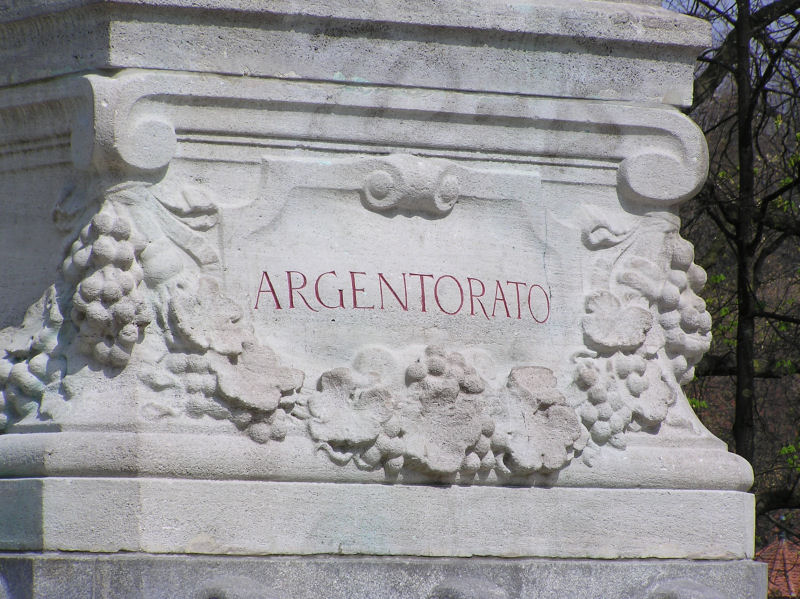
Argentorato, dédicace en latin à la ville de Strasbourg
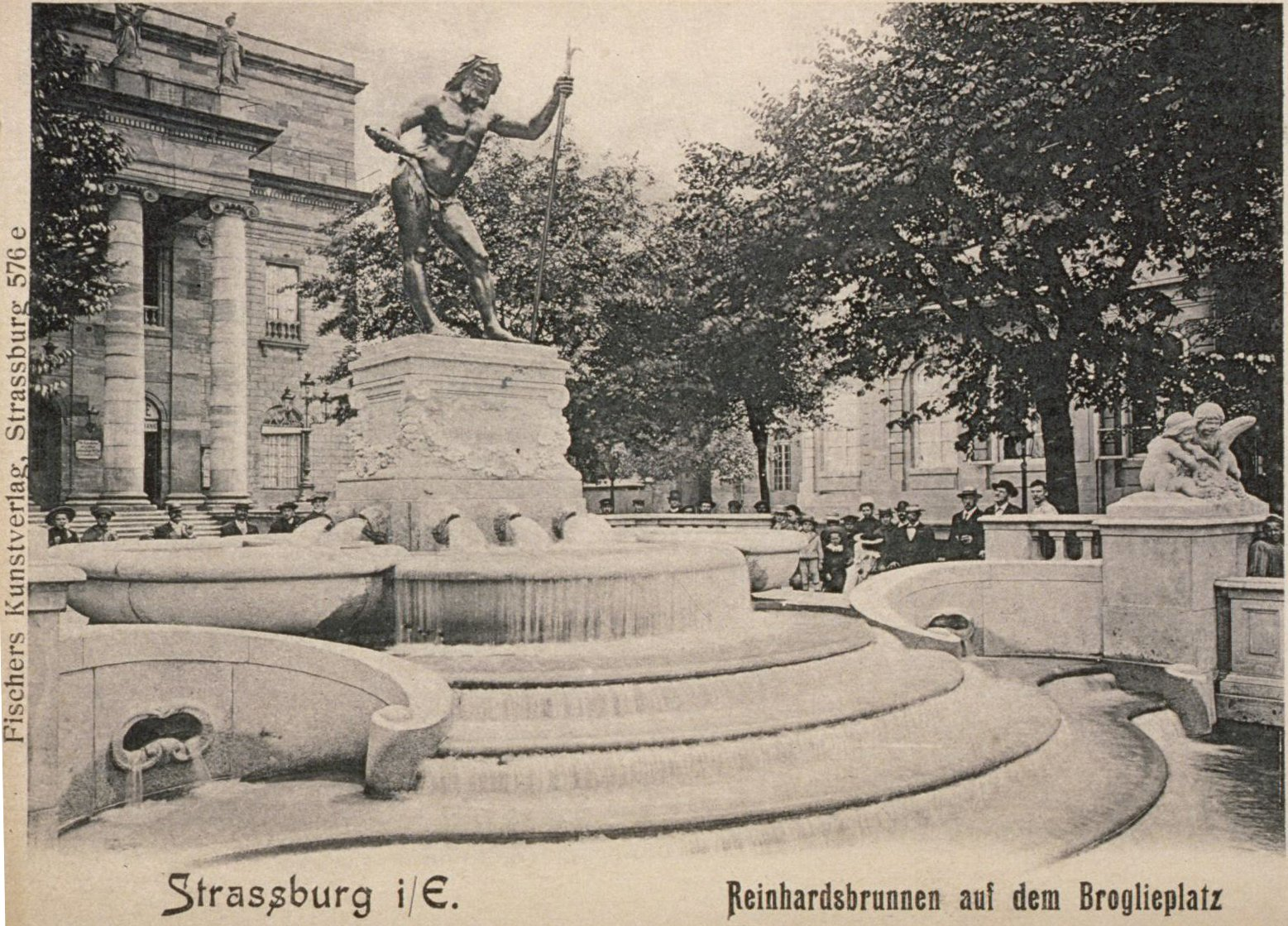
Carte postale ancienne: la fontaine du Père Rhin à Strasbourg, place Broglie